# 奧林匹斯十二主神

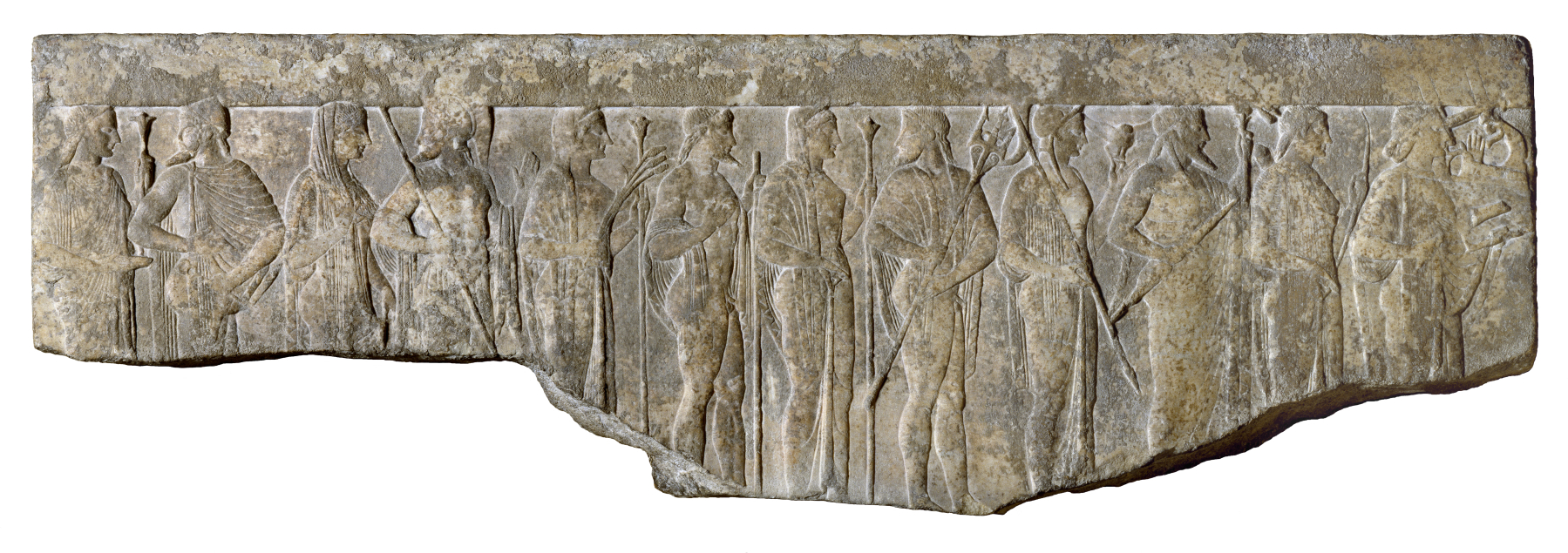
希腊化时代浮雕残片奥林帕斯十二神的队列及其象征物，浮雕上诸神左至右依次为：赫斯提亚（权杖）、荷米斯（翼和商神杖）、阿芙蘿黛蒂（面纱）、阿瑞斯（战盔和矛）、狄蜜特（权杖和麦穗）、赫菲斯托斯（节杖）、赫拉（权杖）、波塞頓（三叉戟）、雅典娜（雕鸮、战盔和矛）、宙斯（閃電火和节杖）、阿蒂蜜絲（弓和箭筒）、阿波罗（里拉琴）；现今珍藏于沃尔特斯美术馆（Walters Art Museum）。

奥林帕斯十二神是古希腊和古罗马宗教中最受崇拜的十二位神，他们一般分别是：眾神之王宙斯、天后赫拉、農業女神狄蜜特、海王波赛冬、月亮女神阿蒂蜜絲、太陽之神阿波罗、智慧女神雅典娜、愛神阿芙蘿黛蒂、戰爭之神阿瑞斯、鍛造之神赫菲斯托斯、神使荷米斯及爐火女神赫斯提亚。某些版本裏，酒神戴歐尼修斯會取代赫斯提亞的位置。冥王黑帝斯和冥后珀瑟芬有时也会包括在奥林帕斯十二神（厄琉息斯秘儀），但由于黑帝斯是冥府的统治者，所以一般他都被排除在外。此外，半神英雄海克力士和醫神阿斯克勒庇俄斯也曾被列入。

## 十二神
十二神，也就是所谓的“Dodekatheon”（由古希臘語：〔众神〕复合）是希腊神话和宗教中最重要的神，他们住在神圣的奥林帕斯山上。在宙斯率领下战胜了泰坦，取得世界的统治权。
“十二神”的概念要早于现存的古希腊或罗马起源。在《荷马史诗》中，众神在集会中见面。但最先引用奥林帕斯众神的古宗教仪式发现于《荷马祷诗致赫耳墨斯》。对奥林帕斯十二神的崇拜可能在迈锡尼文明时期未有先例，而要追溯到公元前6世纪的雅典。雅典的奥林帕斯十二神的祭坛通常定于小珀西斯特剌托斯执政期间（公元前522-521年）。自公元前5世纪，有证据表明奥林帕斯十二神在奥林匹亚和博斯海峡的神庙被崇拜。
虽然约定为十二位，但名单存在较大差异。而在古代诗歌和艺术作品中通常描绘的十二神为：宙斯、赫拉、得墨忒耳、波赛頓、雅典娜、阿波罗、阿耳忒弥斯、阿佛洛狄忒、阿瑞斯、赫菲斯托斯、赫耳墨斯，最后一位如果不是赫斯提亚，就是狄俄倪索斯。
黑帝斯，即厄琉西斯传统中的普魯托；其的地位神圣性与宙斯和波塞頓相似，在奥林帕斯神系中有相同的影响力，但由于其是冥府的统治者，一般被排除在十二神外。柏拉图把十二神和一年的十二个月相联系，这意味着他建议黑帝斯应当和最后一月相联系，代表其和亡魂。在《淮德洛斯篇》中柏拉图把十二神和黄道十二宫对应排序，将赫斯提亚从中排除。但第一个将其联系在一起的是克尼多斯的欧多克索斯。
在古希腊宗教中，“奥林帕斯神系”和“十二神崇拜” 通常是相对不同的概念。希罗多德的十二神包括：宙斯、赫拉、波塞頓、赫耳墨斯、雅典娜、阿波羅、阿尔斐俄斯、克羅诺斯、瑞亚以及美惠三女神。他还提到赫拉克勒斯位列另一份名单。在科斯岛，赫拉克勒斯和狄俄倪索斯添加到十二神，阿瑞斯和赫淮斯托斯则被去除。品达、《书藏》和希罗多德认为赫拉克勒斯不是十二神之一，但有自己的崇拜。琉善认为赫拉克勒斯和阿斯克勒庇俄斯也被列入，但他没有解释哪位神让位给他们。
赫柏、赫利俄斯、塞勒涅、厄洛斯、珀耳塞福涅及其他神有时会组成另外一组十二神，厄洛斯常作为其他神的从神，特别是其母阿佛洛狄忒，一般不计入。
罗马诗人恩尼乌斯对与之对应罗马十二神（Dii Consentes）补充。保留维斯塔一席之地，她作为国家女神在罗马宗教中的保护贞女起了至关重要的作用。

## 奥林帕斯神祇一览表

### 主要神祇
| 希腊名     | 罗马名                     | 图片 | 象征及主司 |
| ---------- | -------------------------- | ---- | --- |
| 宙斯       | 朱比特                     |      | 眾神之王，天空與雷霆之神。克羅诺斯和瑞亞幼子。赫拉的弟弟兼丈夫，尽管他有很多情人。亦是波塞頓和黑帝斯的弟弟。象征包括霹雳、鹰、橡树、节杖和天平。 |
| 赫拉       | 朱諾                       |      | 眾神之后，婚姻和家庭女神。克羅诺斯和瑞亞幼女。宙斯的姊姊兼妻子。作为婚姻女神，她经常报复宙斯的情人和他们的孩子。象征包括孔雀、石榴、冠冕、杜鹃、狮子和牝牛。 |
| 波塞頓     | 涅普頓                     |      | 海洋、地震和海啸之神。克羅诺斯和瑞亞次子。宙斯和黑帝斯的兄弟。配偶是安菲特里忒，像许多的希腊男性众神一样有很多情人。象征包括马、公牛、海豚和三叉戟。 |
| 得墨忒耳   | 刻瑞斯                     |      | 生育、农业、自然和季节女神。克羅诺斯和瑞亞次女。象征包括罂粟、小麦、火炬和猪。由她的拉丁名可衍生出“cereal（谷物，粮食）”一词。 |
| 雅典娜     | 密涅瓦                     |      | 智慧、技艺、战争、战略女神。宙斯和墨提斯的女儿。（在其他外史中提及她其实比宙斯更早出现）由於她父亲害怕預言就吞下了她的母亲，於是就在父亲头颅里完全成长，并在赫菲斯托斯劈開宙斯頭顱後全副武装跳出来。象征包括猫头鹰、后蛇和橄榄树。                                                                              |
| 阿波罗     | 阿波罗/福玻斯 /Phoebus [A] |      | 光明、治愈、音乐、预言、射箭、太阳之神。宙斯和勒托儿子，阿緹蜜絲的双胞胎弟弟。他常常头戴月桂树枝做的桂冠，手持弓箭和箭袋或里拉琴。象征包括太阳、里拉琴、乌鸦、海豚。 |
| 阿緹蜜絲   | 戴安娜                     |      | 纯洁、艺术、知识、守护、治愈、月亮女神。宙斯和勒托女儿，阿波罗的双胞胎姐姐。在藝術作品中，她是一位身穿齊膝的'女神'，手持獵弓和箭袋的年輕絕美女子。象征包括月亮、牝鹿、柏树、天鹅。 |
| 阿瑞斯     | 玛尔斯                     |      | 战争、暴力和血腥之神。象征包括野猪、蛇、狗、秃鹫、矛和盾。宙斯和赫拉之子，其他神（阿芙蘿黛蒂除外）都非常鄙视他。他的拉丁名Mars能衍生出“martial”（战争的；好战的）”一词。 |
| 阿佛洛狄忒 | 维纳斯                     |      | 爱與美和欲望女神。一說是宙斯和狄俄涅之女，還有一說是从丢入海中的被克洛诺斯阉割的乌拉诺斯男根精血及海中泛起的泡沫混合之中诞生[B]。配偶为赫菲斯托斯，她的情人是阿瑞斯。象征包括鸽子、鸟、苹果、蜜蜂、天鹅、番石榴和玫瑰。"aphrodisiac（媚药）"即来自她的名字，而她的拉丁名能衍生出 "venereal（性交、性病）"一词。 |
| 赫淮斯托斯 | 武尔坎                     |      | 工匠、火和锻造之神。希拉的長子，和宙斯结合或单独生出。配偶为阿芙蘿黛蒂，虽算不上最好的丈夫，然而他對於婚姻卻非常忠貞。象征包括火、砧、斧头、驴、锤子、火钳和鹌鹑。“volcano（火山）”一词即来自他的拉丁名。 |
| 赫耳墨斯   | 墨丘利                     |      | 傳令神（眾神之使者）兼冥界引导者，旅行、盗窃、体育、道路交叉边界之神，商业之神（罗马神话）。宙斯和迈亚之子。在奥林帕斯神只比戴歐尼修斯年长。符号包括手杖（双蛇缠绕的商神杖）、翼鞋、翼盔、鹳和龟（他用龟甲发明了竖琴）。                                                                                        |
| 赫斯提亚   | 維斯塔 Vesta               |      | 灶火、正序家务和家庭女神，首代奥林帕斯神兼原十二神之一，直到她为保安宁将神位让与戴歐尼修斯，她是众神中最慷慨和温和的。克羅诺斯和瑞亚长女，狄蜜特、希拉、黑帝斯、波赛頓和宙斯的大姐，也是最年长的奥林帕斯神，象征是火炬。                                                                                        |
| 狄俄倪索斯 | 巴克科斯                   |      | 酒、庆典和狂欢之神，戏剧艺术的守护神。宙斯和忒拜公主塞墨勒之子。配偶是克里特公主阿里阿德涅。最年轻的及唯一拥有一个凡人母亲的奥林帕斯神。象征包括葡萄、常春藤、酒杯、虎、豹、海豚和山羊。 |

1. ^  当转换至“大陆简体”时，上表罗马系按古典拉丁语发音直译，下表同。
2. ^  罗马人也把福玻斯和赫利俄斯与太阳本体相联系， [14][15]但他们也用希腊名“阿波罗”。[16]
3. ^  此说法源于赫西俄德，阿佛洛狄忒生于宙斯的祖父——乌拉诺斯被其子阉割后丢入海中的男根，这和她名字的词源“生于泡沫”相符。因此理论上她和宙斯之父克洛诺斯同辈，也就是宙斯與赫拉等神的姑（姨）母。

### 次要神祇
下列众神有时会在奥林帕斯十二神之一中出现：
| 希腊名         | 罗马名                           | Image | 象征及主司 |
| -------------- | -------------------------------- | ----- | --- |
| 黑帝斯         | 普鲁图斯 亦称 奥耳库斯/狄斯·帕特 |       | 冥界、死者和地下财富（“”意为“富裕者”）之神，他是首代奥林帕斯神。克羅诺斯和瑞亞長子，波塞頓與宙斯之兄，赫斯提亚、狄蜜特與希拉之弟，但他住在冥府而非奥林帕斯，所以通常不在奥林帕斯十二神之内，不過又有一說他會在冬季代理狄蜜特的職務。 |
| 赫拉克勒斯     | 海克力斯                         |       | 伟大的半神英雄。宙斯和阿尔克墨涅之子，安菲特律翁养子，珀耳修斯（Περσεύς）曾孙（同父异母兄弟）。他是希腊最伟大的英雄。是奥林帕斯神镇压怪物的捍卫者和坚毅斗士典范。 |
| 珀耳塞福涅     | 泊瑟芬                           |       | 冥后與春之女神，得墨忒耳和宙斯之女。在處女座神話中說冥神黑帝斯拐走了她，她便成了其配偶。得墨忒耳因女儿失踪而失魂落魄，忽略了大地以至于万物无法长。宙斯最终命黑帝斯允许珀尔塞福涅离开冥府回到母亲身边。黑帝斯这样做了，但由于黑帝斯拐走她时，她吃下冥府十二粒儿石榴籽儿中的其中六粒，而她不得不每年有六个月在冥府（有些版本是四粒，也就是四個月），这便造成了四季的誕生，凡間有六个月万物生长繁盛，而余下六个月则是凋零和死亡。 |
| 阿斯克勒庇俄斯 | 维约维斯                         |       | 医药和治疗之神。他代表医学的治疗方面，他的女儿许癸厄亚（“健康”）、伊阿索（“痊愈”）、阿刻索（“治疗”）、埃格勒（“焕发光彩”）、帕那刻亚（“全能之药”）。他是阿波罗和科洛尼斯之子。 |
| 厄洛斯         | 库庇多                           |       | 性爱和爱欲之神，也作为生育神被崇拜。阿佛洛狄忒和阿瑞斯之子，他常被描绘成背着竖琴或弓箭。海豚、玫瑰、火把常常与之相伴。 |
| 赫柏           | 尤文塔斯                         |       | 青春女神。宙斯和赫拉之女。奥林帕斯山众神的酒侍，为他们斟倒琼浆玉液，直到她嫁给了赫拉克勒斯。 |
| 潘             | 法乌努斯/西尔瓦努斯 Faunus/      |       | 自然、荒野、牧人、羊群、群山、狩猎、森林、质朴音乐之神，以及水泽神女的伴侣。单词“panic（惶恐）”的根源来自潘。 |

### 其他奥林帕斯居住神
下列的众神和半神们，虽然和奥林帕斯神有密切联系，但通常不计入奥林帕斯神。
- 埃俄罗斯 - 诸风之王，阿涅摩伊（诸风神）之守护神，司季风。
- 安菲特里忒 - 海后，波塞冬之妻，特里同之母。
- 阿涅摩伊 - 四方风神（北、南、东、西）。
- 奥拉- 清凉微风和新鲜空气女神。
- 比亚 - 力量（暴力）女神。
- 喀耳刻- 巫术神女，不要和赫卡忒混淆。
- 得摩斯 - 颤栗之神，阿瑞斯之子和福波斯的兄弟。
- 狄俄涅 - 大洋神女：在荷马史诗中，和宙斯生下阿佛洛狄特。
- 厄勒梯亚 - 分娩女神，赫拉和宙斯之女。
- 厄倪俄 - 战争女神，阿瑞斯的同伴。在某些情况下，她也是阿瑞斯的妹妹。在这种情况下，她的父母是宙斯和赫拉。
- 厄俄斯 - 黎明女神。
- 厄里斯 - 纷争和不和女神。
- 伽倪墨得斯 - 奥林帕斯众神的酒侍。
- 格拉斯 - 众靓丽女神，阿佛洛狄忒和赫拉的侍从。
- 哈耳摩尼亚- 和谐女神，厄里斯对立面，阿佛洛狄忒之女。
- 赫卡忒 - 和巫术，巫女，转折相关的女神。
- 赫利俄斯 - 太阳神。
- 荷赖 - 奥林帕斯的看守者。
- 许普诺斯 - 睡眠之神，摩耳甫斯之父，倪克斯之子。
- 伊里斯 - 彩虹的人格化，同赫耳墨斯一起传递奥林帕斯的消息。
- 克拉托斯 - 力量（权力）女神。
- 勒托 - 暗夜女神，阿波罗和阿耳忒弥斯的母亲。
- 摩伊赖 - 命运女神，克洛托（纺织）、拉克西斯（测量）和阿特洛波斯（不可回避）。
- 摩摩斯 - 讽刺、嘲弄、挖苦和诗人之神。
- 摩耳甫斯 - 睡梦之神。
- 缪斯 - 科学和艺术的九女神的統稱。她们名字是克利俄、欧忒耳珀、塔利亚、墨耳波墨涅、忒耳普西科瑞、厄拉托、波吕许谟尼亚、乌拉尼亚、卡利俄珀。
- 涅墨西斯 - 惩罚和报复女神，倪克斯之女。
- 尼刻 - 胜利女神。
- 倪克斯 - 夜女神，混沌之神卡俄斯的女兒。
- 派安 - 众医神。
- 珀耳修斯 - 宙斯之子，斩杀墨杜萨，传说中迈锡尼珀耳修斯王朝的缔造者。
- 福波斯 - 惊恐之神，阿瑞斯之子，得摩斯的兄弟。
- 塞勒涅 - 月女神。
- 斯堤克斯 - 斯堤克斯河女神，众神皆向此河起誓。
- 塔那托斯 - 死亡之神，有时为人格化的死亡。
- 忒修斯 - 波塞冬之子，斩杀弥诺陶洛斯的雅典第一英雄。
- 特里同 - 海中神使，波塞冬和安菲特里忒之子。手持双绕海螺。
- 克洛里斯 - 花女神。
- 堤刻 - 幸运女神。
- 仄罗斯 - 热情和好胜之神。